# بيدرو جارو
بيدرو جارو (بالإسبانية: Pedro Jaro) هو مدرب كرة قدم ولاعب كرة قدم إسباني في مركز حراسة المرمى، ولد في 22 فبراير 1963 في مدريد في إسبانيا. لعب مع أتلتيكو مدريد وريال بيتيس وريال مدريد ونادي قادش ونادي مالقا.

## وصلات خارجية
- بيدرو جارو على موقع قاعدة بيانات كرة القدم.إي يو (الإنجليزية)